# Кола (дерево)
Кола (Cola) — високе тропічне вічнозелене дерево підродини стеркулієвих родини мальвових заввишки до 20 метрів, батьківщиною якого є Західна Африка. Усього нараховується понад 120 видів дерева кола.
Стручки коли містять 5-10 червоних, рожевих або білих насінин, так званих горіхів кола. Плоди коли (до 5 сантиметрів у діаметрі) містять кофеїн (до 2,5 %) та теобромін (до 0,05 %).
Деякі види коли є культурними, зокрема, cola acuminata («кола загострена») та cola nitida («кола блискуча»).

## Застосування

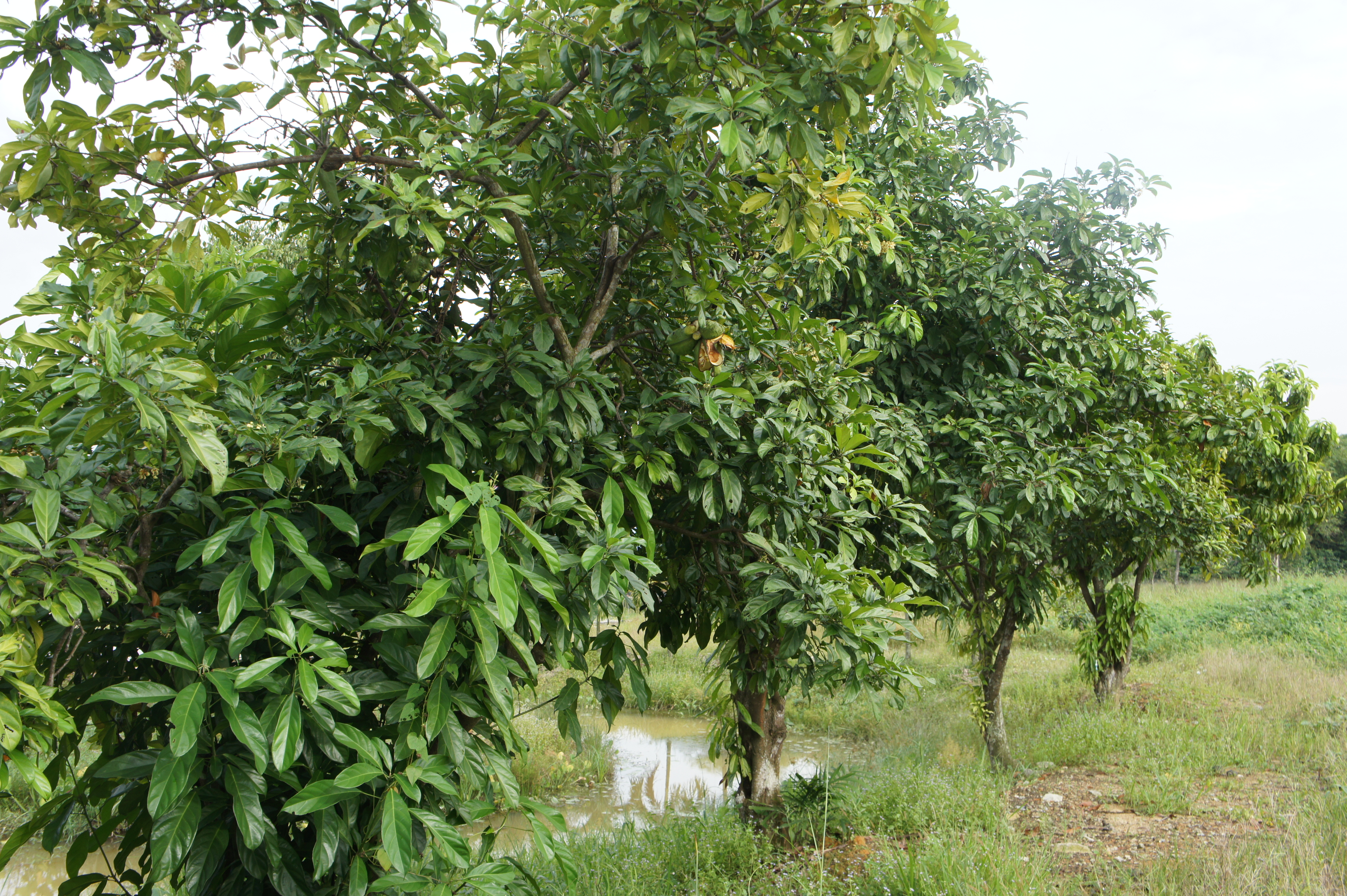
Плантація Cola nitida

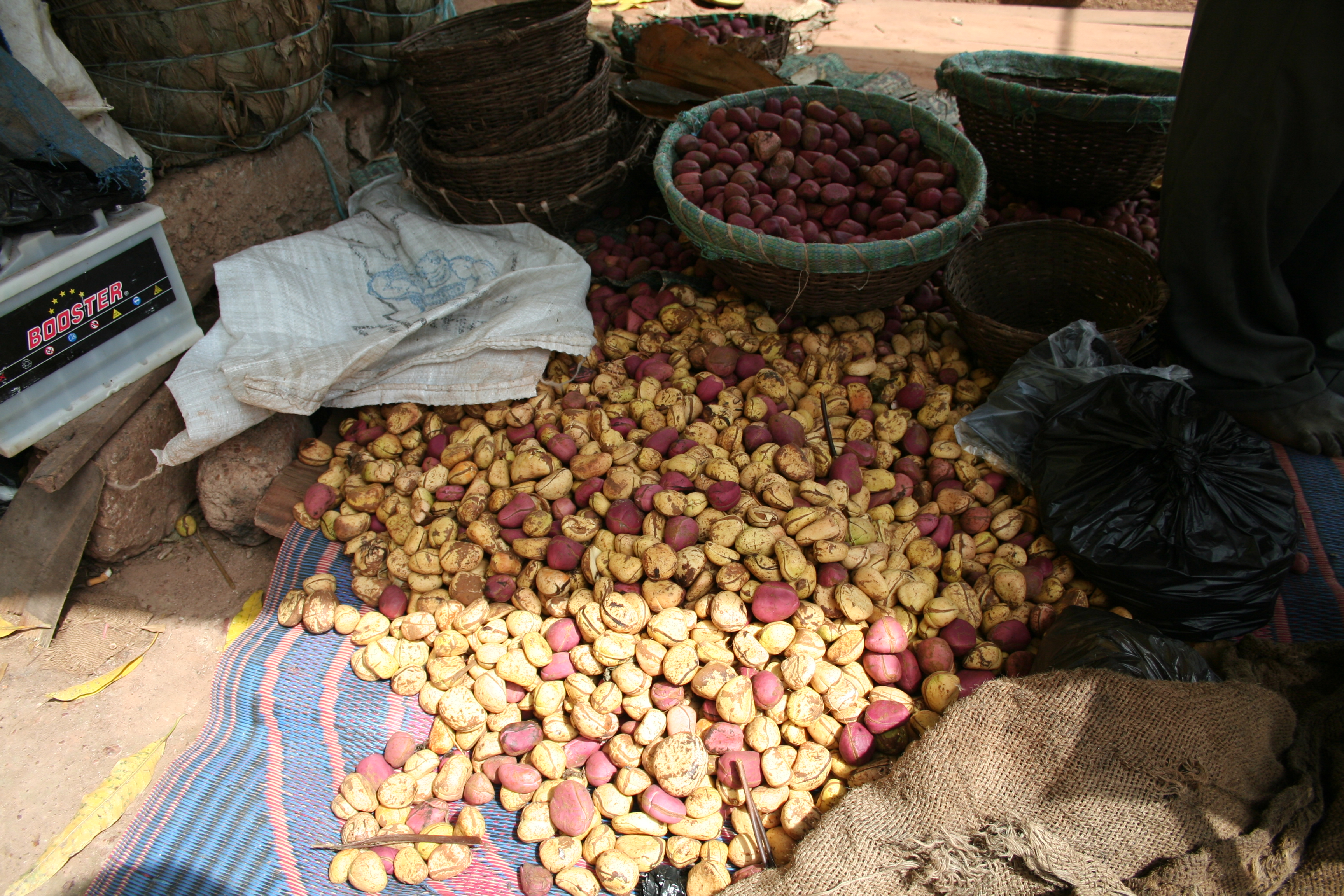
Плоди коли

Горіхи кола вживають як наркотичний засіб; з нього готують також освіжаючий напій. Горіхи коли здавна мали значення в міновій торгівлі народів Західної Африки, тепер вони знайшли широке застосування у медицині та харчовій промисловості, зокрема їх використовують у виробництві популярних напоїв кока-кола і пепсі-кола[джерело?].